# 沙贝村 (从化区)
沙贝村是中华人民共和国广东省广州市从化区街口街道所辖的一个行政村。村委会设在沙贝，位于神岗圩北面约7千米。1958年人民公社化时成立沙贝大队，因驻在沙贝而得名。1983年12月并入连和乡，1987年1月分出改称村。辖1条自然村（沙贝）。1998年时，全村共有271户，人口1549人。